# Сан Филипо-Сан Мартино (Фрозиноне)
Сан Филипо-Сан Мартино је насеље у Италији у округу Фрозиноне, региону Лацио.
Према процени из 2011. у насељу је живело 349 становника. Насеље се налази на надморској висини од 156 м.